# Caucaea macrotyle
Caucaea macrotyle là một loài thực vật có hoa trong họ Lan. Loài này được (Königer & J.Portilla) Königer mô tả khoa học đầu tiên năm 2003.